# René Fleury
Pour les articles homonymes, voir Fleury.
René Fleury, né le 24 mai 1889 à Caen et mort le 23 janvier 1975 à Saint-Léger-les-Mélèzes, est un coureur cycliste français.

## Biographie
Il a participé à trois Tours de France, se classant 29e en 1907. Lors du Tour de France 1909, il est contraint à l'abandon lors de la 12e étape, qui mène les coureurs de Nantes à Brest, à la suite d'une chute lors de laquelle il se fracture l'épaule.
Sa participation au Tour 1907 ainsi que celle d'Albert Geraux sont les premières de cyclistes du Calvados,.
Mobilisé au 104e régiment d'infanterie pendant la Première Guerre mondiale, il est grièvement blessé par un éclat d'obus le 15 mars 1915 à Perthes-lès-Hurlus.

## Distinctions
- Officier de la Légion d'honneur (1952)[3]
- Médaille militaire (1935)
- Croix de guerre 1914–1918, palme de bronze
- Médaille interalliée de la Victoire (1936)

## Palmarès
- 1905
  - 4e de Paris-Caen
- 1906
  - 3e de Paris-Caen
- 1907
  - Circuit de l'Eure (devant Paul Duboc)
- 1908
  - Circuit de Caen
  - 4e de Tourouvre-Alençon (derrière Beaugendre, Trousselier et Duboc)
- 1909
  - 2e de Caen-Cherbourg-Caen (derrière Robert Lecointe)

## Résultats sur le Tour de France
- 1907 : 29e
- 1908 : abandon (4e étape)
- 1909 : abandon (12e étape)